# Martinsklafter
Das Martinsklafter (französisch Toise de Saint-Martin) befindet sich an der Schlüsselstelle eines römischen Verkehrswegs in der Schweiz. Es liegt nördlich der Ortschaft Frinvillier am steilen Hang des Jurakamms östlich der Klus von Rondchâtel oberhalb des im 19. Jahrhundert angelegten Tunnels der Strasse von Biel nach Péry im Kanton Bern.
Bis heute sind Reste dieses Verkehrswegs erhalten. Er verband die römische Siedlung Petinesca über den Col de Pierre Pertuis unter Umgehung der Taubenlochschlucht mit den Regionen von Epomanduodurum und Augusta Raurica.  Der weiter nordöstlich liegende Bone en Bez war Teilstück dieser Verbindung.

Martinsklafter
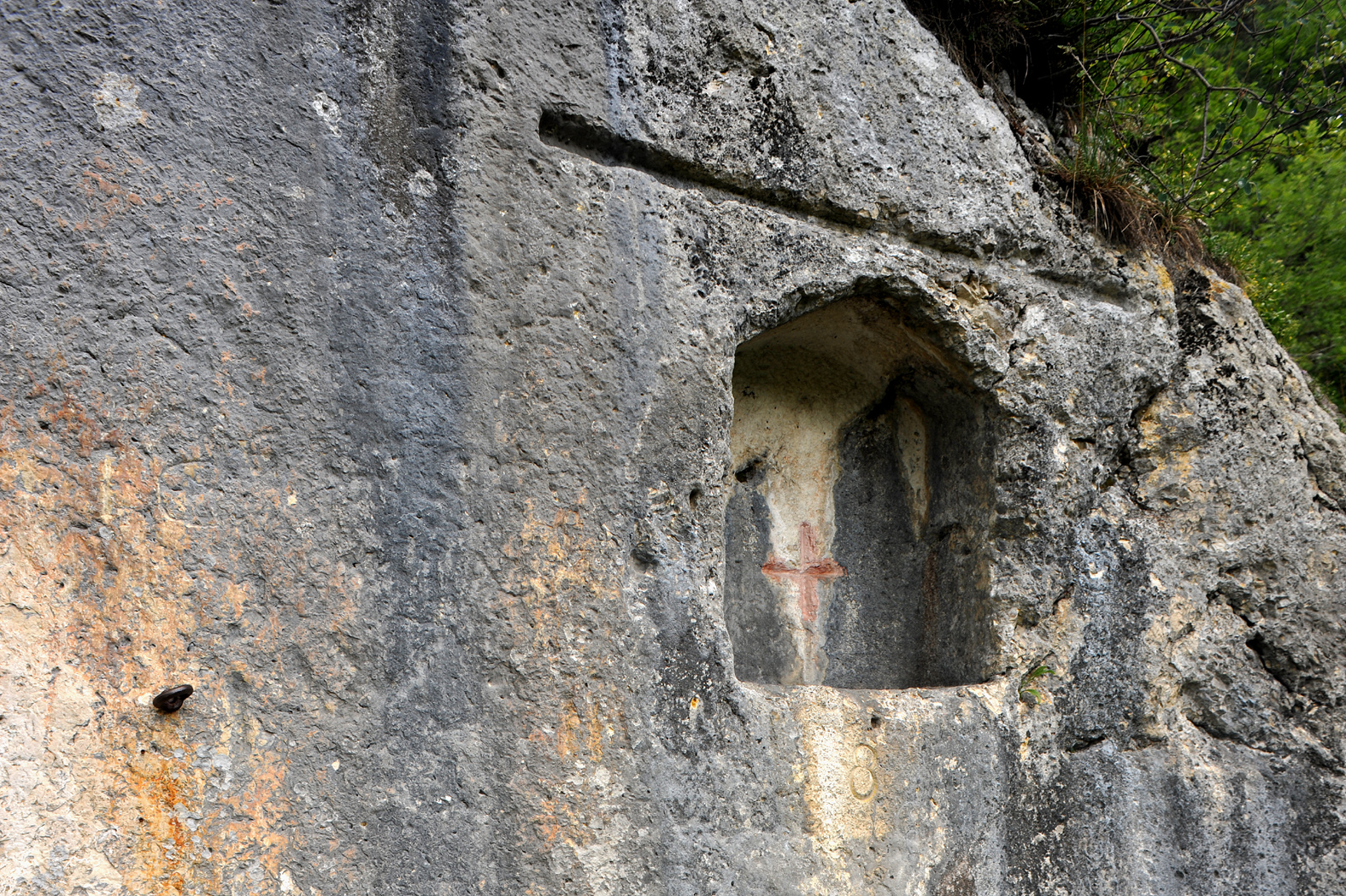
Die Nische mit der darüberliegenden, namensgebenden Aussparung
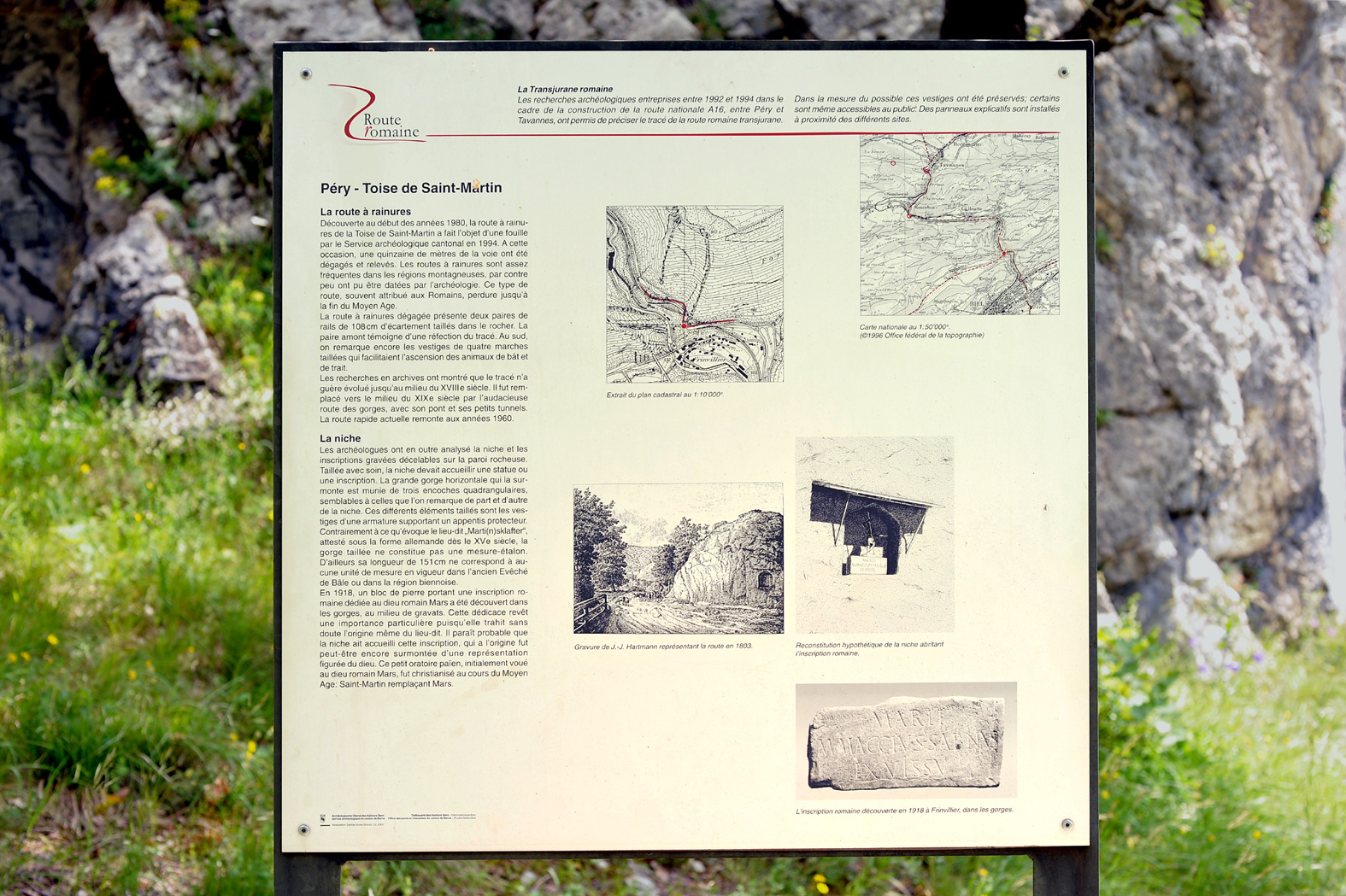
Infotafel des Archäologischen Dienstes des Kanton Bern
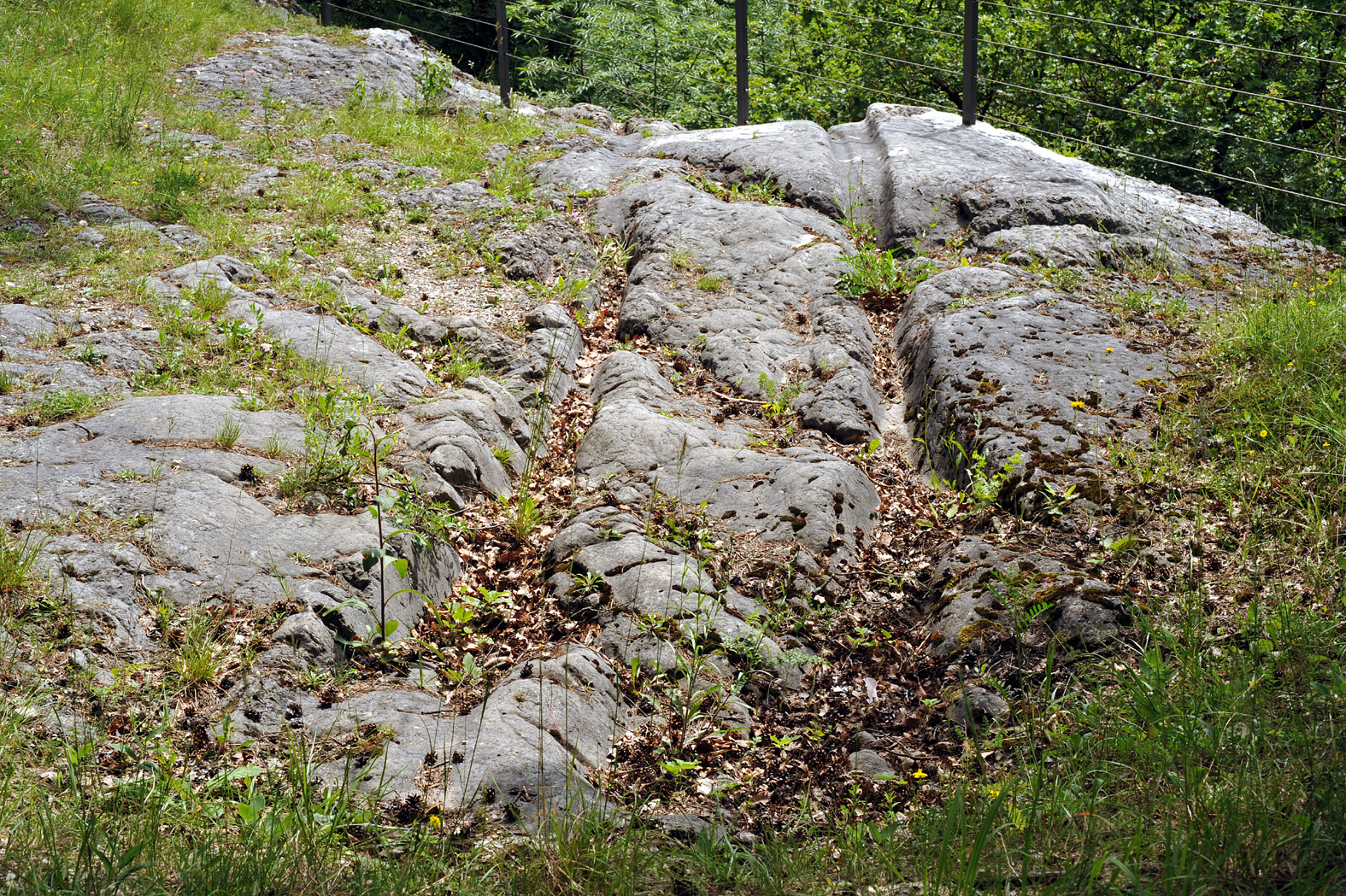
Karrenspur der Römerstrasse

Der an einem felsigen Steilhang gelegene Weg zeigt in den gefährlichen Bereichen parallele tiefe Furchen, die teilweise aus dem Felsen gehauen worden sind. Sie dienten als Fahrspur und hielten die Fuhrwerke in der Bahn. Reste von stufenartigen Trittrinnen sind zwischen den Furchen auszumachen. Die Anlage von Verkehrswegen mit Fahrspuren ist seit römischer Zeit bekannt.
Am Rand des alten Verkehrsweges ist eine sorgfältig aus dem Felsen gehauene Nische zu erkennen. Einige möchten darin den Standort einer Martinsfigur erkennen. Andere sind der Meinung, dass die Nische für eine 1918 in unmittelbarer Nähe in der Schlucht entdeckte römische Inschrift bestimmt war. Die dem römischen Mars geweihte Inschrift befindet sich heute im Neuen Museum Biel in Biel. Obwohl zwischen dem Namen Mars und der Ortsbezeichnung (Martinsklafter/Toise de Saint-Martin) ein Zusammenhang besteht, bezieht sich der Begriff «Klafter» auf die horizontale Kehle oberhalb der Nische. Es handelt sich hier nicht um die Masseinheit, sondern eher um eine Aussparung für ein Dach, welches den Inhalt der Nische vor der Unbill des Wetters schützte.